# カルナーテ
カルナーテ（伊: Carnate）は、イタリア共和国ロンバルディア州モンツァ・エ・ブリアンツァ県にある、人口約7,600人の基礎自治体（コムーネ）。

## 地理

### 位置・広がり
モンツァ・エ・ブリアンツァ県東部に位置するコムーネで、県都モンツァから北東へ11km、レッコから南へ約23km、ベルガモから西南西へ約24km、州都ミラノから北東へ約26kmの距離にある。

#### 隣接コムーネ
隣接するコムーネは以下の通り。括弧内のLCはレッコ県所属を示す。
- ベルナレッジョ
- ロマーニャ (LC)
- オズナーゴ (LC)
- ロンコ・ブリアンティーノ
- ウズマーテ・ヴェラーテ
- ヴィメルカーテ

### 気候分類・地震分類
気候分類では、zona E, 2433 GGに分類される。
また、イタリアの地震リスク階級 (it) では、zona 3 (sismicità bassa) に分類される。

## 交通

### 鉄道
- レッコ＝ミラノ線 (it:Ferrovia Lecco-Milano) 
  - カルナーテ＝ウズマーテ駅 (it:Stazione di Carnate-Usmate)
- セレーニョ＝ベルガモ線 (it:Ferrovia Seregno-Bergamo) 
  - カルナーテ＝ウズマーテ駅

### 道路
- SS342Dir  (it:Strada statale 342 Briantea)

## 姉妹都市
- Plaisance-du-Touch、フランス